# St. John's Icecaps
St. John's Icecaps var en kanadensisk ishockeyklubb baserad i St. John's i Newfoundland och Labrador i Kanada.
St. John's har varit farmarlag åt NHL-lagen Winnipeg Jets och Montreal Canadians.

## Winnipeg Jets farmarlag
Klubben hette mellan 1996 och 2011 Manitoba Moose och hörde då hemma i Winnipeg i Manitoba. 
När ägarna av Manitoba Moose, True North Sports and Entertainment, köpte Atlanta Thrasherss i maj 2011 och flyttade klubben till Winnipeg under namnet Winnipeg Jets, uppstod platsbrist för Manitoba Moose, varpå klubben flyttades till St. John's och döptes om till St. John's Icecaps.

## Montreal Canadiens farmarlag
På grund av för långa avstånd ville True North Sports and Entertainment ha sitt farmarlag närmare NHL-klubben i Winnipeg, och kom 2015 överens med Montreal Canadiens om en omstrukturering. Canadiens köpte AHL-laget Hamilton Bulldogs och flyttade det till St. John's och började spela som St. John's Icecaps säsongen 2015–16, samtidigt som True North Sports and Entertainment flyttade sitt lag tillbaka till Winnipeg under namnet Manitoba Moose.
I juli 2016 bekräftade Montreal Canadiens att man ville flytta sitt farmarlag närmare NHL-laget, och inför säsongen 2017–18 grundade man Laval Rocket i Laval i Quebec. Därmed blev det endast två säsonger för St. John's Icecaps som farmarlag åt Canadiens.